# Joan de Cardona i Requesens
Joan de Cardona i Requesens (? - ?). Baró de Sant Boi, Virrei de Navarra, capità general de les galeres a Sicília i Nàpols, conseller d'estat i Almirall de Felip II.

## Antecedents familiars
Fill d'Antoni de Cardona i Enríquez i de Maria de Requesens. Net de Joan Ramon Folc IV de Cardona.

## Núpcies i descendents
Casat amb Francesca Flordespina Guiso, hereva de la Baronia de Galtelli (Sardenya). Van tenir els següents fills:
- Antoni de Cardona i Guiso. Reclamà la baronia de Galtelli a la mort dels germans de la seva mare.

## Biografia
De ben petit va entrar a l'escolania de Montserrat.
Fou capità general de les galeres a Sicília i Nàpols.
L'any 1557 anà a Mallorca per comunicar l'abdicació de Carles I en favor del seu fill Felip II (Felip I de Mallorca) i jurà els privilegis i franqueses del Regne de Mallorca en nom del nou monarca, amb la salvetat de fer-ho només per aquells que estaven en ús. Això suposava el trencament de dues tradicions ben establertes, la de no fer salvetats i la del jurament personal del rei davant una ambaixada del Gran i General Consell. Aquestes anomalies es salvarien el 1564, quan aprofitant una visita de Felip II a Barcelona, es feu el jurament amb la forma tradicional.
Va lluitar en les batalles següents:
- Setge de Malta (1565).
- Batalla de Lepant (1571).

Va ser designat Virrei de Navarra entre 1595 i 1610.